# ラリー・フォウスト
ローレンス・マイケル・"ラリー"・フォウスト (Lawrence Michael "Larry" Foust, 1928年6月24日 - 1984年10月27日) はアメリカ合衆国の元バスケットボール選手。
出生地はオハイオ州ペインズヴィル、出身大学はラ・サール大学。1950年代のアメリカ男子プロバスケットボールリーグNBAで活躍した好センターで、彼が在籍した当時のフォートウェイン・ピストンズ（現デトロイト・ピストンズ）はNBAにおいて最初の黄金期を迎えた。

## 選手キャリア
ラリー・フォウストは高校はペンシルベニア州の南カトリック高校でプレイし、市大会決勝、同校の最大のライバル校であるサザン高校との対決では、チームを優勝に導く決勝シュートを決めて一躍注目を集め、1940年代の南ペンシルベニア出身としては最高の選手の一人と評されるまでに至った。ラ・サール大学では2年目のシーズンには平均16.7得点を記録し、チームの中心選手として活躍した。
大学卒業後、1950年のNBAドラフトでシカゴ・スタッグズから1巡目5位指名を受けてNBA入りを果たすも、スタッグズは開幕前にして解散してしまったため、フォウストのプロキャリアはフォートウェイン・ピストンズで始まることになった。フォウストは1年目からゴール下の要として活躍し、このシーズンには13.5得点10.0リバウンドを記録。このシーズンの11月22日にミネアポリス・レイカーズとの試合ではNBA不滅の19-18という最低得点が記録されたが、この試合で最後のシュートを決め、ピストンズに勝利をもたらしたのがフォウストだった。192年目の1951-52シーズンには15.9得点13.3リバウンドを記録してリバウンド王に輝き、オールNBA2ndチームにも初選出された。以後フォウストは毎シーズンダブル・ダブルを重ねるリーグ屈指のセンターに成長し、チームもフォウストの活躍で上昇気流に乗り始め、アンディ・フィリップ、ジョージ・ヤードリーらといった好選手が次々と加入し、1954-55シーズンには43勝29敗の好成績を記録。フォウスト個人も17.0得点10.0リバウンド、フィールドゴール成功率48.7%（リーグ1位）の成績を残し、オールNBA1stチームにも選出された。プレーオフではファイナルまで進出。シラキュース・ナショナルズと対戦したが、3勝4敗の末に惜しくも敗れた。翌シーズンもピストンズはファイナルに進出するが、今度はフィラデルフィア・ウォリアーズの前に破れ、悲願の優勝は叶わなかった。このファイナル進出を頂点にピストンズは衰退期へ入り、フォウストは1957年に7シーズン過ごしたピストンズから、ミネアポリス・レイカーズに移籍した。
かつては三連覇を達成したレイカーズもジョージ・マイカン引退後は苦しいシーズンが続いており、フォウストにはマイカンの後釜としての役割が求められた。フォウストは個人としては16.8得点12.2リバウンドの好成績を記録するも、チームは19勝53敗と大きく負け越した。翌シーズンにはエルジン・ベイラーが加わりチーム成績が上向き始めると、30歳を迎えたフォウストは若い選手のサポート役に回るようになり、個人成績は後退し始めた。
1959-60シーズン中にはセントルイス・ホークスに移籍し、ここではクライド・ラブレットのサポート役としてプレイした。当時のホークスはリーグを代表する強豪であり、フォウストはここでも2度のファイナル進出を経験するが、リーグはすでにボストン・セルティックスによる支配が始まっており、フォウストはついに優勝を経験しないまま、1962年に現役から引退した。
NBA12シーズンの通算記録は817試合の出場で、11,198得点（平均13.7得点）8041リバウンド（9.8リバウンド）だった。
受賞歴
- オールNBA1stチーム：1955年
- オールNBA2ndチーム：1952年
- NBAオールスターゲーム：1951年-1956年, 1958年-59年
- リバウンド王：1952年
- フィールドゴール成功率1位：1955年